# Ernesto Tornquist
Ernesto Tornquist (Buenos Aires, 31 de diciembre de 1842 - Buenos Aires, 17 de junio de 1908) fue un empresario argentino. 
Entre sus muchos legados, fundó el Banco Tornquist y el partido  y la ciudad homónimos, ubicados ambos en la provincia de Buenos Aires, Argentina. También propició la formación de las colonias Bicha y Ramona en la provincia de Santa Fe y Quimilí en Santiago del Estero, por lo que se consideran entre sí  "ciudades hermanas" por tenerlo como fundador en común. En Mar del Plata hizo importantes contribuciones y donaciones para el desarrollo de la ciudad como así también del exitoso balneario que en ella se encuentra.

## Biografía
Ernesto Tornquist nació el 31 de diciembre de 1842 en Buenos Aires.
Su padre fue Jorge Tornquist Elkins, cónsul de Bremen en Montevideo, ejercía el comercio de importación en Buenos Aires y hacía inversiones inmobiliarias en Argentina y Uruguay. En 1833 contribuyó en la compra del cementerio alemán. Su madre, Rosa Camusso Alsina, nacida el 27 de enero de 1805 en Buenos Aires y fallecida el 4 de abril de 1871 en la epidemia de fiebre amarilla.
Ernesto hizo sus primeros estudios en la Escuela de Comercio Alemana del Señor Frers. Allí obtuvo los primeros conocimientos. En 1856 fue enviado a estudiar a Alemania, una de las escuelas reales situadas en la ciudad de Krefeld.
El 9 de noviembre de 1872 se casó en Buenos Aires con su sobrina Rosa Altgelt Tornquist, quien si bien había nacido en Hamburgo.  Con ella tuvo 14 hijos, de los cuales murieron 4 de muy pequeños. Tuvieron una numerosa descendencia, Algunos de ellos continúan al mando de fracciones de algunos de sus emprendimientos originales.
Luego de casarse con Rosa entra a trabajar en la empresa de su suegro Adam Altgelt, esta empresa se llamaba Altgelt Ferver y Compañía, pero al tiempo al retirarse su suegro, Ernesto termina siendo el accionista mayoritario y la empresa pasa a llamarse Ernesto Tornquist y Compañía. La empresa diversificó sus actividades, dedicándose mayoritariamente a la importación de manufacturas y a la exportación de los productos provenientes del campo. En  1885 eleva una propuesta al congreso de construcción de una refinería de un costo 800 mil pesos oro, de los cuales se aprobó un 7% de garantía, en Rosario, Santa Fe la gran "Refinería Argentina" de azúcar. En 1890 ya se encontraba funcionando, posibilitando la exportación de azúcar refinada, que era más demandada por el mercado y contenía mayor valor agregado. Durante un largo tiempo fue la única refinería nacional, otorgándole a la compañía grandes réditos económicos y llegando a refinar más del 60% del azúcar crudo producido nacionalmente. 
Algunas de sus iniciativas fueron la fundición Zamboni, los astilleros de Berisso, la cervecería Bieckert que posteriormente vendió a Otto Bemberg, las fábricas de óleo margarina de Seeber, la de balanzas de Bianchetti, cerámicas Ferrum, TAMET (Talleres metalúrgicos San Martín), Sansinena etc.   
Inició en Argentina a partir de 1886, la exploración y explotación de petróleo en la provincia de Mendoza. Otras de sus actividades fue la explotación de quebracho en Santiago del Estero y a la construcción del Ferrocarril del Norte de Santa Fe, con capitales belgas.
Luego de la Campaña del Desierto salen a la venta varios terrenos.  Los propietarios, poco interesados en ellos, los venden, entre ellos los Altgelt. 
Tornquist antes de comprar envía a Rodolfo Funke (Administrador de Tornquist y Cía.) a las tierras donde hoy se encuentra la ciudad de Tornquist, a 75 km al norte de Bahía Blanca, para que le diera su opinión acerca de estas tierras.
Funke opinó que esas tierras tenían futuro. Ernesto lo consideró y se las compró a aquellos que las vendían.
Las escrituras de estas adquisiciones se encuentran en la Biblioteca Tornquist sita en el Banco Central de la República Argentina
Ernesto Tornquist compra estas tierras, le "regala" a Rodolfo Funke 1.500 ha, quedándose con 10 000. El resto las divide y vende a colonos alemanes y suizos. 
El 17 de abril de 1883, Tornquist manda a construir la primera edificación, que fue el almacén de ramos generales y la casa del administrador de Estancias y Colonias Tornquist. Pasados los años Tornquist, junto con los arquitectos Moy y Pedro Pico y el agrimensor Carlos G. Lehmann, diseñan el trazado de la ciudad. Tornquist encarga a Carlos Thays el diseño de la plaza central; en el centro de la misma pide a Vediaqua construya una iglesia estilo europeo.
Hizo construir en Mar del Plata sobre la costa un pequeño edificio de piedra almenado con tres torres al que denominó inicialmente Torre Pueyrredón y luego Belvedere. En 1904 lo dona a la Intendencia Municipal, que lo amplía durante 1929 convirtiéndose en lo que hoy se conoce como Torreón del Monje; nombre que proviene de una leyenda escrita por Alberto del Solar (quien firmaba como Antonio de Santillana y era amigo de Tornquist). El Torreón original de 1904 era solamente la parte sur del edificio actual. 
También fundó en 1904 con otros socios la Compañía Argentina de Pesca (CAP) dedicada a la caza de ballenas en la isla San Pedro (Georgias del Sur). La CAP realizó la primera ocupación permanente en la isla San Pedro, que se hallaba despoblada. Posteriormente uno de sus buques sería bautizado como Ernesto Tornquist.
En 1905 hizo construir su casa de veraneo, Estancia La Ventana en Tornquist, diseñada por el arquitecto alemán Carlos Nordmann en estilo neogótico, típico en los castillos alemanes del Valle del Río Rhin. El parque, de extraordinaria riqueza arbórea, fue diseñado por el paisajista Thays.
Su cuñado y sobrino el arquitecto Carlos Adolfo Altgelt Tornquist, construyó la residencia de la quinta Villa Ombúes, en la manzana comprendida por las calles Olleros, Villanueva, Maure y Avenida Luis María Campos, en la ciudad de Buenos Aires. En esa quinta construyó una de las primeras piletas de natación.
Se desempeñó como representante del grupo alemán Krupp en Buenos Aires. En los casos puntuales de los conflictos con Brasil y Chile, antepuso su patriotismo a una carrera armamentista para evitar una guerra entre países hermanos. 
Su postura en el conflicto con Brasil provocó el enojo de Estanislao Zeballos, Ministro de Relaciones Exteriores del presidente José Figueroa Alcorta (1906-1910), a cuyos planes militaristas Tornquist se opuso tenazmente. Zeballos lo acusó a la Casa Krupp para que le retirara la representación. 
Tornquist mantuvo una estrecha amistad con los presidentes Julio A. Roca y Carlos Pellegrini a quienes asesoró en varias oportunidades.
En honor a este último construyó en un terreno en Pilar del Señor del Solar, un colegio al cual le impuso el nombre de Carlos Pellegrini.
A principios de 1900 mandó construir el Plaza Hotel, diseñado por el arquitecto alemán Alfred Zucker, en calle Florida con vista a la Plaza San Martín. En 2013 los descendientes que aún eran propietarios de acciones las vendieron, dejando de pertenecer las mismas a una familia que las había conservado durante 105 años. Como dato curioso cabe mencionar que Ernesto vivía con su familia frente al solar donde se levantaría dicho edificio, razón por la cual su esposa Rosa le pidió que no se construyera en la esquina opuesta a su casa para que cuando ella se sentara a tejer por las tardes no le impidiera recibir por la ventana luz natural.
Ernesto solicitó préstamos en Alemania y Bélgica para invertir en el país. En sus cartas a Rosa, comentaba que los franceses eran muy tacaños para dar créditos a la Argentina, aunque a los chilenos les daban lo que querían.  Muy diferente era la actitud de los alemanes y belgas que sí lo hacían.  
Falleció el 17 de junio de 1908 en la ciudad de Buenos Aires, siendo enterrado inicialmente en el Cementerio de la Recoleta. El 14 de septiembre de 1992 sus restos y los de su esposa fueron trasladados a la Parroquia Santa Rosa de Lima en la ciudad de Tornquist.